# Валерійс Афанасьєвс
Валерійс Афанасьєвс (латис. Valērijs Afanasjevs, нар. 20 вересня 1982, Даугавпілс) — латвійський футболіст, півзахисник клубу «Даугавпілс».
Виступав, зокрема, за клуб «Лієпая».

## Ігрова кар'єра
У дорослому футболі дебютував 2008 року виступами за команду «Даугава» (Даугавпілс), в якій того року взяв участь у 21 матчі чемпіонату. 
Згодом з 2009 по 2013 рік грав у складі команд «Дінабург», «Даугава» (Даугавпілс) та «Металургс» (Лієпая).
Своєю грою за останню команду привернув увагу представників тренерського штабу клубу «Лієпая», до складу якого приєднався 2014 року. Відіграв за лієпайський клуб наступні чотири сезони своєї ігрової кар'єри. Більшість часу, проведеного у складі «Лієпаї», був основним гравцем команди.
До складу клубу «Даугавпілс» приєднався 2018 року. Станом на 4 квітня 2020 року відіграв за клуб з Даугавпілса 15 матчів в національному чемпіонаті.